# Ruellia ischnopoda
Ruellia ischnopoda är en akantusväxtart som beskrevs av Emery Clarence Leonard. Ruellia ischnopoda ingår i släktet Ruellia och familjen akantusväxter. Inga underarter finns listade i Catalogue of Life.